# Gare de Velluire
La gare de Velluire est une gare ferroviaire française, aujourd’hui fermée, de la ligne de la ligne de Nantes-Orléans à Saintes, située sur le territoire de la commune de Velluire, dans le département de la Vendée, en région Pays de la Loire.

## Situation ferroviaire
Établie à 7 m d'altitude, la gare de Velluire est située au point kilométrique (PK) 137,520 de la ligne de Nantes-Orléans à Saintes, entre les gares ouvertes de Luçon et de La Rochelle-Ville. Elle est séparée de Luçon par les gares fermées de Sainte-Gemme - Pétré, Nalliers et Le Langon - Mouzeuil ; et de La Rochelle-Ville par celles également fermées de Vix, L’Île-d’Elle, Marans, Andilly - Saint-Ouen, Mouillepied, Dompierre-sur-Mer et Rompsay.

Elle était la gare terminale de la ligne de Breuil-Barret à Velluire qui passait notamment par la Châtaigneraie et Fontenay-le-Comte, permettant d’effectuer le trajet en train entre cette dernière et La Rochelle. Il n’existe aujourd’hui plus aucune installation de cet embranchement.

## Histoire

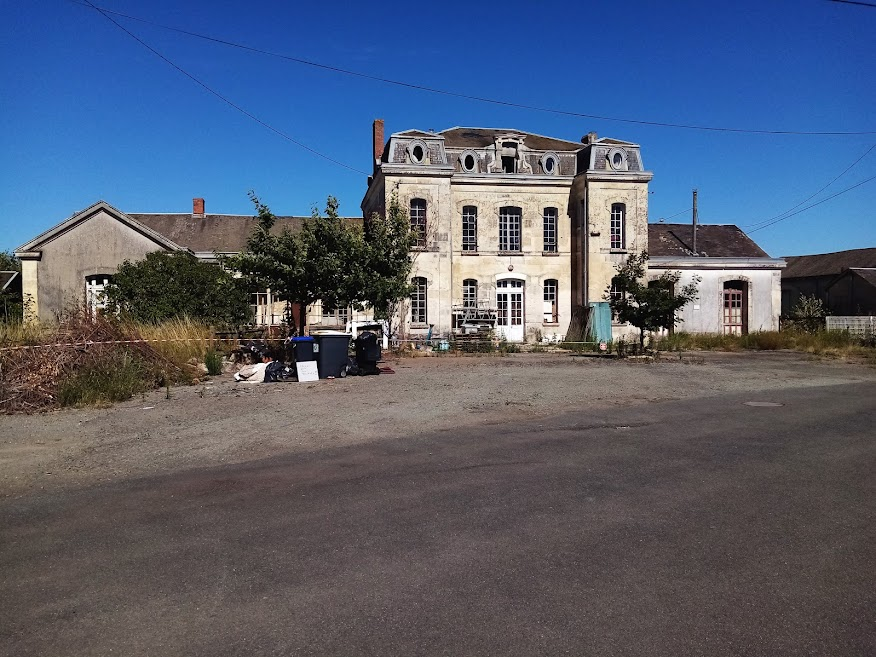
Le bâtiment voyageur vu de la façade.

Le tracé de la ligne Nantes-Orléans à Saintes, choisi par la Compagnie des Charentes, est mis en exploitation le 14 mars 1871. Cependant, certains habitants de Fontenay-le-Comte, avec le soutien de la banque Gouin et de la société des Batignolles, fondent la Société anonyme du chemin de fer de Velluire. Cette société obtient la concession d'une ligne secondaire allant de Velluire à Angers et à Niort. La construction de cette voie est prise en charge par l'État, et en 1881, le tronçon Velluire-Fontenay-le-Comte est inauguré. 
La gare en question a évolué au fil du temps pour devenir un point de convergence essentiel pour le transit des voyageurs, aussi bien pour les déplacements régionaux que nationaux. En 1937, elle était desservie par un train express, six autorails et trois omnibus, démontrant ainsi son importance dans le réseau ferroviaire. Cependant, avec le déclin du trafic dans les années 1960, la gare a progressivement perdu de sa vitalité, aboutissant à sa fermeture définitive en 1969. À cette époque, même les services express reliant Nantes à Bordeaux cessaient de marquer l'arrêt à cette gare. En raison de menaces de démolition, sa survie fut assurée en 1998 grâce à l'intervention d'un particulier qui en fit l'acquisition.
Aujourd’hui, la gare peut-être utilisée pour le cantonnement (block manuel), de façon temporaire uniquement (en cas de nécessité pour des travaux, par exemple). Il n’y a donc pas de personnel en temps normal.

## Service des voyageurs
La gare est aujourd’hui fermée à tout trafic voyageur. En 2007, le bâtiment voyageurs était en partie à l’abandon.